# Sista dagars Kristi kyrka
Sista dagars Kristi kyrka (en: Latter Day Church of Christ) är sedan 1977 det officiella namnet på ett samfund i Sista Dagars Heliga-rörelsen som praktiserar polygami,[källa behövs] tidigare känd som Kingstonklanen (en: Kingston clan), Ordern (en: The Order) och Davis County Cooperative Society. Rolling Stone beskrev 2011 sekten som "den mäktigaste polygamistkulten i Amerika - och en av de farligaste". Klanen håller till i Salt Lake City, Utah. Uppgifter om antalet medlemmar varierar från omkring 2 000 medlemmar 2011 till 6 000 medlemmar 2017.

## Historia
Enligt officiella uttalanden i början av 2010-talet grundades sekten under den stora depressionen och ingår indian i sitt medlemskap. Myndigheter i Arizona och Utah uppger att sekten bildades 1935 under den stora depressionen. Den kom att kallas Davis County Cooperative Society eftersom den grundades i Davis County, Utah. Som grundare anger de Charles Elden Kingston och orsaken till grundandet beskrivs som arbetsfördelning, det vill säga tanken om det skulle vara bättre av att arbeta tillsammans än att arbeta var för sig. Under depressionen var arbetslösheten och fattigdomen hög samtidigt som statligt stöd saknades eller var för lite. I samband med grundandet inkluderade Kingston män som blivit uteslutna ur Jesu Kristi Kyrka av Sista Dagars Heliga på grund av deras starka tro på månggifte. I början fanns även män från andra religiösa samfund och ateister.

## Värderingar
Ursprungligen var Sista dagars Kristi kyrka en icke-religiös organisation. Syftet var istället att dra ekonomiska fördelar av att arbeta tillsammans. Detta oavsett religiös tillhörighet och personlig övertygelse. Grundprinciperna var att: 
- Leva efter den gyllene regeln
- Tjäna andra
- Främja fri handling

Senare bildade grundarna en gemensam kyrka, Sista dagars Kristi kyrka, men alla medlemmar i organisationen gick inte med i kyrkan.
Oberoende forskare från Santa Clara University i Kalifornien har tillskrivit nära äktenskap inom gruppen endogama preferenser och gruppens ringa storlek.  Även om vissa amerikanska tabloidpublikationer har sensationaliserat frågan.  Till exempel, enligt Southern Poverty Law Center  förespråkar sekten incest för att man vill behålla renheten i sin blodlinje, samt andra misskrediterande påståenden om rasism och homofobi. 
Gruppen tror på individens rätt till fri handling. I officiella uttalanden från sekten har sagts att "[vi] fördömer direkt i handling och i ord rasistiska, homofobiska eller hatiska handlingar mot någon grupp eller individ."
På sin hemsida skriver sekten att de vidhåller att alla människor, oavsett ras, har rätt att vara stolta över sitt arv och upprätthålla ett förhållande av ömsesidig respekt för dem som kan vara av en annan ras eller kultur. Vidare skriver de har ett starkt stöd för sin regering med medlemmar som tjänstgjort i den amerikanska militären sedan andra världskriget. 

### Månggifte
En stor andel av församlingsmedlemmarna tror på principen om månggifte. I praktiken bedömdes färre än hälften tillämpa principen 2011. Äktenskap arrangerades inte men medlemmarna uppmuntrades att välja partners inom sekten, vilket lett till incestuösa äktenskap. Män har varit kända för att ta partners utanför gruppen.
Månggifte praktiseras av vissa medlemmar vilket ibland har lett till juridiska problem.[källa behövs] Jeremy Ortell Kingston dömdes till exempel år 2003  till fängelse för att ha tagit sin 15-åriga släkting, LuAnn Kingston (som var både kusin och faster till honom) till sin fjärde hustru. Han dömdes till ett års fängelse.
De tror på varje individs rätt till fri handling så länge de inte tvingar, undertrycker, begränsar, berövar, äventyrar eller inkräktar på andras rättigheter. Medlemmar är fria att välja sin äktenskapspartner eller partner, eftersom äktenskap anses vara en individs eller familjs personliga val.
År 2019 vittnade en avhoppare om att hennes far, medlem i sekten, hade 18 fruar. Totalt hade hon cirka 200 syskon.

### Företagande
Familj, utbildning och självförsörjning är grundbultarna i församlingen. Många av församlingens barn har senare blivit företagare och genererat många arbetstillfällen. Arbetslösheten inom församlingen var, enligt uppgifter från 2011, försumbar. Ofta gick barnen ut gymnasiet och  vidare till college tidigare än sina jämnåriga.
Medlemmars företag och professionella företag kontrolleras inte av gruppen. År 2011 kontrollerade medlemmar i gruppen ett hundratal företag i västra USA. Bland dessa ett kasino i Kalifornien, en boskapsranch i Nevada och en fabrik som gör verklighetstrogna dockor i Utah. Under gruppens 75 år hade den enligt vissa uppskattningar  medlemstillgångar på 300 miljoner dollar. Senare källor, från 2017, uppskattade medlemstillgångarna till en miljard dollar.